# Heliópolis (Grecia)
Héliopolis o Ilioúpoli (katharevousa: en griego antiguo: Ἡλιούπολις, griego demótico en griego: Ηλιούπολη, literalmente «ciudad de Helios» o «ciudad del sol») es un municipio de las afueras de Atenas. Tiene 75 904 habitantes (en 2001). El municipio tiene una extensión de  12 724 km², lo que equivale a una densidad de población de 5965 habitantes por km².
La zona fue urbanizada a partir de 1924. La localidad accedió al estatus de municipio en 1964. Su nombre hace referencia a la antigua  ciudad egipcia o al barrio del Cairo. Los primeros habitantes fueron griegos de Egipto.

## Demografía
| Año  | Población |
| ---- | --------- |
| 1981 | 69 560    |
| 1991 | 75 037    |
| 2001 | 75 904    |
| 2011 | 78 153    |

## Hermanamiento
- Maracena España
- Novi Sad  Serbia
- Larnaca  Chipre